# Blumenavia angolensis
Blumenavia angolensis är en svampart som först beskrevs av Welw. & Curr., och fick sitt nu gällande namn av Donald M. Dring 1980. Blumenavia angolensis ingår i släktet Blumenavia och familjen stinksvampar.   Inga underarter finns listade i Catalogue of Life.